# Typophyllum modestum
Typophyllum modestum är en insektsart som beskrevs av Piza Jr. 1976. Typophyllum modestum ingår i släktet Typophyllum och familjen vårtbitare. Inga underarter finns listade i Catalogue of Life.